# Залужаны (Дрогобычский район)
Залужаны (укр. Залужани) — село в Дрогобычской городской общине Дрогобычского района Львовской области Украины.
Население по переписи 2001 года составляло 787 человек. Занимает площадь 0,907 км². Почтовый индекс — 82155. Телефонный код — 3244.

## История
В 1946 г. указом ПВС УССР село Вацевичи переименовано в Залужаны.